# Volksabstimmungen in der Schweiz 2016
Dieser Artikel bietet eine Übersicht der Volksabstimmungen in der Schweiz im Jahr 2016.
In der Schweiz fanden 2016 auf Bundesebene 13 Volksabstimmungen statt, im Rahmen von vier Urnengängen am 28. Februar, 5. Juni, 25. September und 27. November. Dabei handelte es sich um neun Volksinitiativen und vier fakultative Referenden.

## Abstimmungen am 28. Februar 2016

### Ergebnisse
| Nr. | Vorlage | Art | Stimm- berechtigte | Abgegebene Stimmen | Beteiligung | Gültige Stimmen | Ja        | Nein      | Ja-Anteil | Nein-Anteil | Stände | Ergebnis |
| --- | --- | --- | ------------------ | ------------------ | ----------- | --------------- | --------- | --------- | --------- | ----------- | ------ | -------- |
| 596 | Eidgenössische Volksinitiative vom 5. November 2012 «Für Ehe und Familie – gegen die Heiratsstrafe»                                      | VI  | 5'302'797          | 3'354'019          | 63,25 %     | 3'273'376       | 1'609'152 | 1'664'224 | 49,16 %   | 50,84 %     | 16½:6½ | nein     |
| 597 | Eidgenössische Volksinitiative vom 28. Dezember 2012 «Zur Durchsetzung der Ausschaffung krimineller Ausländer (Durchsetzungsinitiative)» | VI  | 5'302'797          | 3'379'567          | 63,73 %     | 3'342'063       | 1'375'098 | 1'966'965 | 41,15 %   | 58,85 %     | 4½:18½ | nein     |
| 598 | Eidgenössische Volksinitiative vom 24. März 2014 «Keine Spekulation mit Nahrungsmitteln!»                                                | VI  | 5'302'797          | 3'336'178          | 62,91 %     | 3'213'723       | 1'287'786 | 1'925'937 | 40,07 %   | 59,93 %     | 1½:21½ | nein     |
| 599 | Änderung vom 26. September 2014 des Bundesgesetzes über den Strassentransitverkehr im Alpengebiet (Sanierung Gotthard-Strassentunnel)    | FR  | 5'302'797          | 3'365'568          | 63,47 %     | 3'304'249       | 1'883'859 | 1'420'390 | 57,01 %   | 42,99 %     | –      | ja       |

### Gegen die Heiratsstrafe
Die CVP reichte im November 2012 eine Volksinitiative ein, mit der sie die Abschaffung der so genannten «Heiratsstrafe» – das heisst die steuerliche Benachteiligung von Ehepaaren gegenüber Konkubinatspaaren – erreichen wollte. Eine Verfassungsänderung sollte festschreiben, dass die Ehe gegenüber anderen Lebensformen insbesondere bei Steuern und Sozialversicherungen nicht benachteiligt werden darf. Zudem sollte die Ehe als «gesetzlich geregelte Lebensgemeinschaft von Mann und Frau» definiert werden. Bundesrat und Parlament empfahlen die Ablehnung der Initiative, weil sonst weder ein Wechsel zur Individualbesteuerung noch die gleichgeschlechtliche Ehe ohne zukünftige Verfassungsänderung möglich wären. Zustimmung fand die Initiative bei SVP, EVP und kleinen Rechtsaussenparteien. Die Befürworter beklagten den Umstand, dass die steuerliche Benachteiligung von Ehepaaren trotz einem 1984 gefällten Urteil des Bundesgerichts weiterhin bestehe; die Initiative würde die Ungleichbehandlung aufgrund des Zivilstands beseitigen. Zu den Gegnern gehörten linke Parteien sowie BDP, FDP und GLP. Sie kritisierten insbesondere die zu enge Definition der Ehe, die es dem Gesetzgeber nicht erlaube, diese auch für gleichgeschlechtliche Paare zu öffnen. Zudem würden Ehepaare bei den Sozialversicherungen sogar besser gestellt als unverheiratete Paare. Zwar erreichte die Vorlage das Ständemehr, doch eine knappe Mehrheit der Abstimmenden lehnte sie ab. Im April 2019 hiess das Bundesgericht eine Beschwerde des Initiativkomitees gut und erklärte das Abstimmungsergebnis für ungültig – ein erstmaliger Vorgang in der Geschichte der eidgenössischen Volksabstimmungen –, da der Bundesrat im Abstimmungsbüchlein eine massiv niedrigere Zahl der Paare genannt hatte, die von der Annahme der Initiative profitiert hätten. Wären die korrekten Zahlen bekannt gewesen, so wäre das Ergebnis womöglich anders ausgefallen. Am 4. Februar 2020 zog das Initiativkomitee die Initiative zurück und verzichtete damit auf eine Wiederholung der Abstimmung; der Präsident der CVP erklärte die Absicht, eine Initiative ohne die umstrittene Ehedefinition neu einreichen zu wollen.

### Durchsetzungsinitiative
Nachdem 2010 die Ausschaffungsinitiative angenommen worden war, entbrannte eine Debatte darüber, wie sie ohne Verletzung verfassungsmässiger Grundrechte und internationaler Abkommen umgesetzt werden könnte. Als Druckmittel reichte die SVP im Dezember 2012 die Durchsetzungsinitiative ein, um sicherzustellen, dass Ausländer bei gewissen Delikten ohne jeglichen Vorbehalt ausgewiesen werden und die Ausschaffungsinitiative bei der Umsetzung nicht verwässert wird. Zusätzlich in die Bundesverfassung eingefügt werden sollte ein konkreter Katalog von Straftaten, die automatisch eine Ausschaffung straffälliger Ausländer zur Folge hätte (in Kombination mit einem Einreiseverbot von 5 bis 15 Jahren). Bundesrat und Parlament empfahlen die Ablehnung der Initiative, da sie im Widerspruch mit zentralen Werten der Verfassung, mit den Grundrechten, dem Verhältnismässigkeitsprinzip und der Gewaltenteilung stehe; ebenso sei eine völkerrechtskonforme Umsetzung unmöglich. Ausser der SVP unterstützten nur kleine Rechtsaussenparteien die Initiative. Sie zwinge die Behörden dazu, den Mehrheitswillen bei der Ausschaffungsinitiative umzusetzen, zumal er mit der Einführung der Härtefallklausel im Ausführungsgesetz unterlaufen werde. Nachdem erste Umfragen noch eine deutliche Annahme der Initiative prognostiziert hatten, intensivierten die Gegner ihre Kampagne massiv. Die Argumente fokussierten sich auf Fragen der Menschenrechte, des Rechtsstaats und der bewährten institutionellen Ordnung; dabei stellten sie die Initiative als völlig unverhältnismässigen Angriff auf die Verfassung und als Bruch mit Schweizer Werten dar. In Erscheinung traten drei Komitees: ein linkes, ein bürgerliches und eines von zivilgesellschaftlichen Akteuren, wobei erstmals die Operation Libero prominent in Erscheinung trat. Bei einer sehr hohen Beteiligung lehnten fast drei Fünftel der Abstimmenden die Initiative ab. Zustimmung fand sie nur in den Kantonen Appenzell Innerrhoden, Nidwalden, Obwalden, Schwyz, Tessin und Uri.

### Nahrungsmittelspekulation
Eine im März 2014 von den Jusos eingereichte Volksinitiative verlangte, dass spekulative Geschäfte mit Finanzinstrumenten, die sich auf Agrarprodukte und Nahrungsmittel beziehen, durch einen Verfassungsartikel verboten werden. Ebenso sollte sich der Bund auf internationaler Ebene für die Bekämpfung solcher Geschäfte einsetzen. Sie seien «eine der widerlichsten Formen der Profitmacherei», da sie die Preise nach oben treiben und damit den Hunger auf der Welt fördern würden. Bundesrat und Parlament waren der Ansicht, dass die vorgeschlagenen Massnahmen keinen oder nur einen geringen Einfluss auf internationale Warenterminmärkte hätten. Unterstützung fand die Initiative bei linken Parteien, Gewerkschaften, Umweltschutzorganisationen und Hilfswerken. Die Spekulation sei der Hauptgrund für die Nahrungsmittelpreiskrise 2007–2008 gewesen und habe in Entwicklungsländern den Zugang zu Grundnahrungsmitteln erschwert. Sie schaffe weder Steuereinnahmen noch Arbeitsplätze, ebenso sei ein Verzicht auf solche Geschäfte problemlos möglich. Mit Ausnahme der Schweizer Demokraten stellten sich alle Rechts- und Mitteparteien der Initiative entgegen, ebenso Economiesuisse und Bankiervereinigung. In der Schweiz befänden sich keine Handelsplätze für Agrarderivate, ausserdem könnte ein allfälliges Verbot leicht umgangen werden, und trotz den geringen Auswirkungen müsste ein grosser bürokratischer Aufwand betrieben werden, was wiederum zu Wettbewerbsnachteilen für Schweizer Unternehmen führen würde. Drei Fünftel der Abstimmenden lehnten die Initiative ab, wobei in den Kantonen Basel-Stadt und Jura hauchdünne Ja-Mehrheiten resultierten.

### Sanierung des Gotthard-Strassentunnels
Der Gotthard-Strassentunnel war 1980 eröffnet worden und besass eine Tunnelröhre mit Gegenverkehr, benötigte aber nach fast vier Jahrzehnten Betrieb eine umfassende Sanierung. Weder eine vollständige mehrjährige Sperrung noch ein Ersatz-Autoverlad durch den Bahntunnel kamen in Frage. Deshalb schlug der Bundesrat im September 2013 eine Änderung des Bundesgesetzes über den Strassentransitverkehr im Alpengebiet vor, um den Bau einer zweiten Tunnelröhre mit Kosten von rund 2,8 Milliarden Franken zu ermöglichen. Gemäss den Bestimmungen der 1994 angenommenen Alpen-Initiative sollte nach Abschluss der Bauarbeiten und der darauf folgenden Sanierung der älteren Röhre jeweils nur eine von zwei Fahrspuren betrieben werden. Nachdem das Parlament dem Antrag zugestimmt hatte, brachten SP, Grüne, GLP und Umweltschutzorganisationen (darunter der Verein Alpen-Initiative) ein Referendum zustande. Die Gegner trauten den Versprechungen nicht, dass zukünftig nur eine Fahrbahn pro Tunnelröhre benutzt werde. Vielmehr befürchteten sie, dass über kurz oder lang alle vier Fahrspuren freigegeben würden, was noch mehr Luft- und Gesundheitsbelastung zur Folge hätte. Bürgerliche Parteien sowie Automobil- und Wirtschaftsverbände warben vor allem mit der erhöhten Sicherheit, die durch eine zweite Tunnelröhre ohne Gegenverkehr entstünde. Im Falle einer Ablehnung müssten für die Dauer der Sanierung zusätzliche Verladeanlagen gebaut werden, die viel Landfläche beanspruchen würden. Eine relativ deutliche Mehrheit der Abstimmenden nahm die Vorlage an, lediglich in den Kantonen Genf und Waadt resultierten ablehnende Mehrheiten.

## Abstimmungen am 5. Juni 2016

### Ergebnisse
| Nr. | Vorlage | Art | Stimm- berechtigte | Abgegebene Stimmen | Beteiligung | Gültige Stimmen | Ja        | Nein      | Ja-Anteil | Nein-Anteil | Stände | Ergebnis |
| --- | --- | --- | ------------------ | ------------------ | ----------- | --------------- | --------- | --------- | --------- | ----------- | ------ | -------- |
| 600 | Eidgenössische Volksinitiative vom 30. Mai 2013 «Pro Service public»                                                            | VI  | 5'313'442          | 2'485'007          | 46,77 %     | 2'422'010       | 0'784'303 | 1'637'707 | 32,38 %   | 67,62 %     | 0:23   | nein     |
| 601 | Eidgenössische Volksinitiative vom 4. Oktober 2013 «Für ein bedingungsloses Grundeinkommen»                                     | VI  | 5'313'442          | 2'494'848          | 46,95 %     | 2'466'188       | 0'568'660 | 1'897'528 | 23,06 %   | 76,94 %     | 0:23   | nein     |
| 602 | Eidgenössische Volksinitiative vom 10. März 2014 «Für eine faire Verkehrsfinanzierung»                                          | VI  | 5'313'442          | 2'485'384          | 46,78 %     | 2'429'635       | 0'709'974 | 1'719'661 | 29,22 %   | 70,78 %     | 0:23   | nein     |
| 603 | Änderung vom 12. Dezember 2014 des Bundesgesetzes über die medizinisch unterstützte Fortpflanzung (Fortpflanzungsmedizingesetz) | FR  | 5'313'442          | 2'480'345          | 46,68 %     | 2'387'735       | 1'490'417 | 0'897'318 | 62,42 %   | 37,58 %     | –      | ja       |
| 604 | Änderung vom 25. September 2015 des Asylgesetzes                                                                                | FR  | 5'313'442          | 2'486'032          | 46,79 %     | 2'420'683       | 1'616'597 | 0'804'086 | 66,78 %   | 33,22 %     | –      | ja       |

### Pro Service public
Der Service public – das heisst die Grundversorgung in den Bereichen öffentlicher Verkehr, Post und Telekommunikation – war in den 1990er Jahren aus der Bundesverwaltung herausgelöst worden. Seither agierten die Bundesbahnen, die Schweizerische Post und Swisscom als eigenständige Unternehmen mit dem Bund als Allein- oder Hauptaktionär. Verschiedene Konsumentenzeitschriften wie K-Tipp, saldo oder Bon à savoir waren überzeugt, dass die Grundversorgung seither schlechter und teurer geworden sei. Um diese Entwicklung zu stoppen, reichten sie im Mai 2013 eine Volksinitiative ein. Sie verlangte, dass der Bund und die bundesnahen Unternehmen im Bereich der Grundversorgung nicht nach Gewinn streben dürfen, die Quersubventionierung anderer Verwaltungsbereiche mit Überschüssen aus der Grundversorgung untersagt wird und Löhne in diesen Unternehmen diejenigen in der Bundesverwaltung nicht mehr übersteigen dürfen. Nur kleine Parteien am linken und rechten Rand unterstützten die Vorlage. Die Befürworter prangerten Preissteigerungen, den Abbau von Poststellen oder Bahnschaltern in Randregionen sowie ihrer Meinung nach überhöhte Löhne an den Spitzen der Service-public-Unternehmen an. Fast alle im Parlament vertretenen Parteien sprachen sich gegen die Vorlage aus, ebenso die Wirtschaftsverbände und Gewerkschaften. Ihrer Meinung nach war die Initiative zwar ein gut gemeintes, aber kontraproduktives Experiment, denn sie gefährde Arbeitsplätze in den bisher gut funktionierenden Grundversorgungsunternehmen und schwäche deren Innovationsfähigkeit. Mehr als zwei Drittel der Abstimmenden und alle Kantone verwarfen die Vorlage.

### Bedingungsloses Grundeinkommen
Ein parteipolitisch unabhängiges Komitee reichte im Oktober 2013 eine Volksinitiative ein, welche die Einführung eines bedingungslosen Grundeinkommens forderte. Es sollte der Schweizer Bevölkerung ein «menschenwürdiges Dasein und die Teilnahme am öffentlichen Leben» ermöglichen. Dabei sollte es dem Gesetzgeber überlassen sein, die Höhe und die Art der Finanzierung des Grundeinkommens zu regeln. Vertreter des Komitees gingen von einem Richtwert von 2500 Franken für Erwachsene und 625 Franken für Kinder und Jugendliche aus. Dadurch sollte es allen Einwohnern ermöglicht werden, ihr Leben freier zu gestalten und sich beispielsweise stärker für die Gesellschaft zu engagieren. Ebenso sollte dadurch die Abhängigkeit zwischen Existenzsicherung und Erwerbstätigkeit abgeschwächt werden. Sowohl der Bundesrat als auch das Parlament empfahlen die Ablehnung der Initiative, Unterstützung erhielt sie einzig von den Grünen. Trotz der absehbaren Chancenlosigkeit des als utopisch wahrgenommenen Anliegens sorgten die Initianten für grosse Aufmerksamkeit, indem sie beispielsweise auf dem Berner Bundesplatz einen Haufen von acht Millionen Fünfräpplern aufschichteten. Ihre erklärte Absicht war es eher, eine breit geführte öffentliche Diskussion anzustossen, da sie ohnehin nicht von einer Zustimmung zur Vorlage ausgingen. Fast alle anderen Parteien sprachen sich dagegen aus. Sie schätzten die Kosten auf 200 Milliarden Franken pro Jahr, die zu einem bedeutenden Teil mit Einsparungen oder Steuererhöhungen finanziert werden müssten. Wie erwartet blieb die Vorlage chancenlos: Etwas weniger als ein Viertel der Abstimmenden nahmen sie an, was einzelne Medien aber dennoch als Achtungserfolg werteten.

### Faire Verkehrsfinanzierung
Die Vereinigung der Automobil-Importeure und die Strassenverkehrsverbände empfanden es grundsätzlich als ungerecht, dass motorisierte Strassenbenützer mehr Steuern und Abgaben bezahlen müssten, als für den Unterhalt der Strassen notwendig sei (tatsächlich war nur die Hälfte der Mineralölsteuer zweckgebunden). Somit würden die Autofahrer als finanzpolitische «Milchkühe» behandelt. Im März 2014 reichten die Organisationen eine Volksinitiative ein. Sie verlangte, dass künftig Einnahmen aus der Mineralölsteuer zu hundert Prozent zweckgebunden für den Strassenverkehr eingesetzt werden müssen. Ausserdem sollte für neue sowie für die Erhöhung bestehender Abgaben im Bereich des Strassenverkehrs das obligatorische Referendum eingeführt werden. Bundesrat und Parlament empfahlen die Ablehnung, da sie erhebliche negative Auswirkungen auf den Bundeshaushalt befürchteten und der Fehlbetrag von rund 1,5 Milliarden Franken durch Steuererhöhungen oder Kürzungen in anderen Bereichen kompensiert werden müsste. Unterstützung erhielt die «Milchkuh-Initiative» durch die SVP und kleine Rechtsaussenparteien. Die Befürworter argumentierten, dass mit den zusätzlichen zweckgebundenen Einnahmen Umfahrungsstrassen realisiert und so Städte und Dörfer wirksam vom Verkehr entlastet werden könnten. Gegen die Initiative stellten sich fast alle anderen Parteien, der Verkehrs-Club der Schweiz, der Verband öffentlicher Verkehr und der Schweizerische Städteverband. Sie sprachen von einem «Raubzug auf die Bundeskasse» und betonten, dass die Umlagerung der Finanzen zugunsten des Strassenverkehrs im Widerspruch zu der im Februar 2014 angenommenen Verfassungsbestimmung über Finanzierung und Ausbau der Eisenbahninfrastruktur stehe. Mehr als zwei Drittel der Abstimmenden lehnten die Vorlage ab, ebenso sämtliche Kantone.

### Fortpflanzungsmedizingesetz
Gleichzeitig mit dem Antrag für eine Verfassungsänderung zur Legalisierung der Präimplantationsdiagnostik (PID) präsentierte der Bundesrat im Juni 2013 einen Entwurf für das dazugehörende Ausführungsgesetz. Während die Änderung der Bundesverfassung im Juni 2015 von Volk und Ständen angenommen wurde, zogen sich die parlamentarischen Beratungen zum Gesetz etwas in die Länge. Die PID in Anspruch nehmen können sollten Paare, die auf natürlichem Weg keine Kinder bekommen können oder von einer schweren Erbkrankheit betroffen sind. Künstlich erzeugte Embryonen sollten genetisch untersucht werden dürfen, bevor sie in die Gebärmutter eingepflanzt werden. Während der Bundesrat ursprünglich insbesondere die Untersuchung auf Trisomie 21 ausschliessen wollte, stimmte das Parlament einer weiter gehenden Liberalisierung zu. So sollten alle Arten von Chromosomenschäden präimplantativ untersucht werden dürfen. Gegen das Gesetz brachten mehrere überparteiliche Komitees das Referendum zustande. Die Argumente dafür und dagegen glichen weitgehend jenen vor der Abstimmung zur Verfassungsänderung im Vorjahr. Zu den Befürwortern gehörten BDP, CVP, FDP und GLP sowie der Ärzteverband FMH, während SVP, EDU und EVP sich dagegen aussprachen; SP und Grüne beschlossen Stimmfreigabe. Einzelne Politiker, die der Verfassungsgrundlage noch zugestimmt hatten, schlossen sich nun dem gegnerischen Lager an, da das Gesetz zu weit gehe. Auf Kritik stiessen die Ausweitung der PID auf Chromosomenschäden und die Festlegung der maximalen Zahl zu befruchtender Embryonen auf zwölf, was zu hoch sei. Mehr als drei Fünftel der Abstimmenden stimmten der Vorlage zu, ablehnende Mehrheiten gab es nur in den Kantonen Appenzell Ausserrhoden, Appenzell Innerrhoden und Obwalden.

### Änderung des Asylgesetzes
Im September 2014 legte der Bundesrat ein umfassendes Massnahmenpaket zur Revision des Asylgesetzes vor. Das Ziel war, die Asylverfahren in der Schweiz deutlich zu beschleunigen. Zukünftig sollten diese in Bundeszentren durchgeführt und innerhalb von 140 Tagen abgeschlossen werden. Auf diese Weise sollten alle beteiligten Akteure der Verfahren unter einem Dach vereint werden. Um trotz der verkürzten Rekursfristen faire Verfahren zu ermöglichen, sollte den Asylsuchenden eine kostenlose Rechtsberatung zur Verfügung gestellt werden. Den Bau der neuen Bundeszentren erleichtern sollte ein neues bundesrechtliches Plangenehmigungsverfahren. Alle Parlamentsfraktionen stimmten den Anpassungen zu, mit Ausnahme der SVP, die im Januar 2016 ein Referendum zustande brachte. Die rechten Gegner kritisierten vor allem die Rechtsvertretung, die zu höheren Kosten und angeblich zu unzähligen Rekursen führe. Ebenso könnten sich betroffene Anwohner nicht mehr in gleichem Masse gegen den Bau von Asylzentren in der Nachbarschaft wehren. Ein linkes Komitee wiederum äusserte die Befürchtung, die Asylbewerber würden in den Zentren isoliert, da diese wohl bevorzugt in Randregionen erstellt würden. Die Befürworter, zu denen neben bürgerlichen Parteien auch die Grünen und die SP gehörten, priesen die Vorteile des neuen Systems. Es führe zu Kosteneinsparungen, und die Antragsteller erhielten rascher Gewissheit über ihre Zukunft. Zur Einhaltung der Rechtsstaatlichkeit sei jedoch die unentgeltliche Rechtsvertretung zwingend. Zwei Drittel der Abstimmenden und alle Kantone nahmen die Vorlage an.

## Abstimmungen am 25. September 2016

### Ergebnisse
| Nr. | Vorlage | Art | Stimm- berechtigte | Abgegebene Stimmen | Beteiligung | Gültige Stimmen | Ja        | Nein      | Ja-Anteil | Nein-Anteil | Stände | Ergebnis |
| --- | --- | --- | ------------------ | ------------------ | ----------- | --------------- | --------- | --------- | --------- | ----------- | ------ | -------- |
| 605 | Eidgenössiche Volksinitiative vom 6. September 2012 «Für eine nachhaltige und ressourceneffiziente Wirtschaft (Grüne Wirtschaft)» | VI  | 5'329'183          | 2'291'470          | 43,00 %     | 2'250'043       | 0'819'770 | 1'430'273 | 36,43 %   | 63,57 %     | 1:22   | nein     |
| 606 | Eidgenössische Volksinitiative vom 17. Dezember 2013 «AHVplus: für eine starke AHV»                                               | VI  | 5'329'183          | 2'298'492          | 43,13 %     | 2'269'407       | 0'921'375 | 1'348'032 | 40,60 %   | 59,40       | 5:18   | nein     |
| 607 | Bundesgesetz vom 25. September 2015 über den Nachrichtendienst (Nachrichtendienstgesetz)                                          | FR  | 5'265'120          | 2'288'549          | 42,94 %     | 2'227'133       | 1'459'068 | 0'768'065 | 65,51 %   | 34,49 %     | –      | ja       |

### Grüne Wirtschaft
Besorgt über den hohen ökologischen Fussabdruck der Schweiz, reichten die Grünen im September 2012 eine Volksinitiative ein. Ein neuer Verfassungsartikel sollte dafür sorgen, dass Bund, Kantone und Gemeinden eine nachhaltige und ressourceneffiziente «grüne» Wirtschaft anstreben. In den Übergangsbestimmungen war festgelegt, dass der ökologische Fussabdruck der Schweiz so zu reduzieren sei, dass er bis zum Jahr 2050 hochgerechnet auf die Weltbevölkerung die Kapazität einer Erde nicht überschreitet. Wie dieses Ziel konkret umzusetzen sei, liess die Initiative offen. Der Bundesrat hielt das Ziel für nicht umsetzbar, wollte jedoch den Initianten mit einem indirekten Gegenvorschlag in Form einer Teilrevision des Umweltschutzgesetzes entgegenkommen. Das Parlament lehnte aber neben der Initiative auch einen Gegenvorschlag ab. Unterstützung erhielt die Initiative von den linken Parteien, den Grünliberalen und Umweltverbänden. Ihnen zufolge sei eine ressourcenschonendere Lebensweise durch die Förderung technologischer Innovationen erreichbar und erfordere keine Verhaltensänderungen und keinen Verzicht. Die Gegnerschaft der bürgerlichen Parteien und der Wirtschaftsverbände warnte in ihrer Kampagne vor «teurem grünem Zwang», vor hohen Kosten und radikalen Einschnitten ins tägliche Leben. Bei einer unterdurchschnittlichen Beteiligung lehnten mehr als drei Fünftel der Abstimmenden die Vorlage ab, eine knappe Ja-Mehrheit resultierte nur im Kanton Genf. Gemäss der Vox-Analyse stiess die Initiative selbst im links-grünen Lager auf Skepsis, wozu vor allem Bedenken bezüglich der Umsetzbarkeit beitrugen.

### AHVplus-Initiative
Nachdem mehrere Versuche, die Altersvorsorge zu reformieren, gescheitert waren, reichte der Schweizerische Gewerkschaftsbund im Dezember 2013 mit Unterstützung der SP eine Volksinitiative ein. Während das von einer internen Kommission ausgearbeitete Konzept «AHVplus» eine AHV-Zusatzversicherung für Minderbemittelte vorgesehen hatte, forderte die Initiative nun eine generelle Erhöhung der AHV-Renten um zehn Prozent. Bundesrat und Parlament wiesen das Anliegen zurück, weil der Leistungsausbau die bestehenden finanziellen Herausforderungen für die AHV wesentlich verschärfen würde. Zudem verwiesen sie auf die Reform der Altersvorsorge 2020, über die im folgenden Jahr abgestimmt würde. Unterstützung erhielten Gewerkschaftsbund und SP von den Grünen sowie mehreren Seniorenverbänden. Die Befürworter argumentierten, dass die AHV-Renten im Vergleich zu den Löhnen langsamer angestiegen seien und nicht mehr mit den stark wachsenden Lebenshaltungskosten mithielten. Die zusätzlichen Kosten könnten durch eine nationale Erbschaftssteuer, höhere Lohnbeiträge oder die Mehrwertsteuer finanziert werden. Auf der Gegenseite waren bürgerliche Parteien und Wirtschaftsverbände der Ansicht, dass die Initiative zu Mehrkosten und zu einer Finanzierungslücke bei der AHV führen würde. Erforderlich seien grundlegende Reformen und keine punktuellen Massnahmen. Zudem funktioniere die Kombination aus AHV und Ergänzungsleistungen gut. Knapp drei Fünftel der Abstimmenden lehnten die Vorlage ab; Ja-Mehrheiten erzielte sie nur in den Kantonen Genf, Jura, Neuenburg, Tessin und Waadt.

### Nachrichtendienstgesetz
Mit den Terroranschlägen vom 11. September 2001 und nachfolgenden Anschlägen in Europa rückte die Gefahr des Terrorismus stark in den öffentlichen Fokus. Der im Jahr 2010 aus einer Zusammenlegung neu entstandene Nachrichtendienst des Bundes (NDB) erhielt vom Bundesrat den Auftrag, ein neues Nachrichtendienstgesetz auszuarbeiten, dessen Entwurf ab März 2015 vom Parlament beraten wurde. Das neue, 88 Artikel umfassende Gesetz als Grundlage für die Tätigkeit des NDB sollte unter anderem die Einführung neuer Informationsbeschaffungsmassnahmen wie zum Beispiel das Hacken von Computern regeln. Sie sollten nur dann zum Einsatz kommen, wenn eine konkrete schwere Bedrohung dies erfordert und sie in einem mehrstufigen Genehmigungsverfahren bewilligt worden sind. Insbesondere die Grünen kritisierten den aus ihrer Sicht ungenügenden Datenschutz; wiederholt verwiesen sie während der Debatte auf den 1989 aufgeflogenen Fichenskandal. Nachdem das Parlament dem Gesetz zugestimmt hatte, brachten sie mit Unterstützung der SP und weiterer Organisationen ein Referendum zustande. Die im «Bündnis gegen den Schnüffelstaat» zusammengeschlossenen Gegner argumentierten, das neue Gesetz würde die Überwachungsbefugnisse des NDB übermässig ausweiten, die Kontrolle sei zu lasch ausgestaltet und mit dem Anzapfen elektronischer Datenströme würden auch Daten unverdächtiger Personen durchsucht. Während die GLP Stimmfreigabe beschloss, setzten sich die bürgerlichen Parteien für das Gesetz ein. Nur mit diesem könne der NDB mit den modernen Technologien und erhöhten terroristischen Gefahren Schritt halten, ausserdem seien die Voraussetzungen und Schranken nachrichtendienstlicher Tätigkeiten ausreichend definiert. Fast zwei Drittel der Abstimmenden nahmen die Vorlage an.

## Abstimmung am 27. November 2016

### Ergebnis
| Nr. | Vorlage | Art | Stimm- berechtigte | Abgegebene Stimmen | Beteiligung | Gültige Stimmen | Ja        | Nein      | Ja-Anteil | Nein-Anteil | Stände | Ergebnis |
| --- | --- | --- | ------------------ | ------------------ | ----------- | --------------- | --------- | --------- | --------- | ----------- | ------ | -------- |
| 608 | Eidgenössische Volksinitiative vom 16. November 2012 «Für den geordneten Ausstieg aus der Atomenergie (Atomausstiegsinitiative)» | VI  | 5'336'711          | 2'421'998          | 45,38 %     | 2'400'269       | 1'099'409 | 1'300'860 | 45,80 %   | 54,20 %     | 5:18   | nein     |

### Atomausstiegsinitiative
Wenige Wochen nach der verheerenden Nuklearkatastrophe von Fukushima lancierten die Grünen eine Volksinitiative, die sie im November 2012 einreichten. Die Initiative forderte ein Planungs- und Bauverbot für neue Kernkraftwerke sowie eine Beschränkung der Laufzeit bestehender Kernkraftwerke auf maximal 45 Jahre. Im Falle einer Annahme müssten die drei ältesten Kraftwerke innerhalb eines Jahres abgeschaltet werden und als letztes würde das AKW Leibstadt 2029 vom Netz gehen. Eine weitere Forderung lautete, dass der Bund seine Energiepolitik auf geringeren Verbrauch, grössere Effizienz und erneuerbare Energien ausrichtet. Als indirekten Gegenvorschlag dazu präsentierte der Bundesrat die Energiestrategie 2050, über die 2017 abgestimmt werden sollte. Ihre Stossrichtung sei identisch, jedoch entfalle die in der Initiative festgelegte maximale Betriebsdauer, denn das Abschaltdatum würde aufgrund von Sicherheitskriterien und nicht politisch festgelegt werden. Angesichts dieser Ausgangslage empfahl das Parlament die Ablehnung der Initiative. Unterstützung erhielt sie von linken Parteien und den Grünliberalen. Sie betonten insbesondere die verheerenden Folgen eines allfälligen Reaktorunfalls im dicht besiedelten Mittelland. Ein Atomausstieg bis 2029 sei möglich und biete zahlreiche Chancen für eine zukunftsfähige Ausrichtung der Schweizer Wirtschaft. Die bürgerlichen Parteien und die Wirtschaftsverbände sprachen vor allem den möglichen Versorgungsengpass an und warnten vor Mehrkosten, die durch einen zu raschen Atomausstieg entstehen könnten; zudem schaffe die Initiative ein «Technologieverbot». Eine relativ knappe Mehrheit der Abstimmenden lehnte die Initiative ab, Ja-Mehrheiten erzielte sie in Basel-Landschaft, Basel-Stadt, Genf, Jura, Neuenburg und Waadt.